# 紅羅北極殿
紅羅北極殿，亦作紅羅罩北極殿，臺灣澎湖縣廟宇，位於湖西鄉紅羅村，主祀玄天上帝，奎壁澳角頭廟之一，相傳開基於康熙年間，法師流派為閭山派。:60–62

## 沿革
「紅羅」俗稱「紅羅罩」，位於澎湖本島中北部東隅，自清領時期康熙廿八年（1689年），蔣毓英編撰的《臺灣府志》中便有記載「紅羅罩」地名的紀錄，在高拱乾於康熙35年（1696年）著述《臺灣府志》卻寫作「洪林罩」，兩志書成書年份僅七年，卻有「紅羅罩」和「洪林罩」之殊異，爾後又有「洪籃罩」與「紅籃罩」之說法，原始涵義方志皆未提及。「紅羅罩」涵義有兩個主要說法，其一，「紅羅罩」乃形容當地每逢落日時，紅霞羅罩滿天之義；其二，「紅羅罩」源自「洪林罩」，取自當地聚落以洪姓與林姓人數最多之意。
根據澎湖文史學者許玉河探據，「紅羅罩」在地人發音作「âng-nâ-tà」，若以姓氏解，姓氏「林」的台語發音為「lîm」，和作「樹林」解的「林」則發音為「nâ」，歧異太大，第二種說法可信度低；又若以第一種「紅霞滿天」說法解釋，因紅羅村與周遭村落，都可以欣賞到「紅霞滿天」的景緻，以此作村落名稱理由相對薄弱；許玉河於是推論「紅羅村」以當地海濱富有「紅樹林」為最大特色，同時澎湖也不乏有「林投村」、「菓葉村」等以植物為聚落名稱的命名習慣，「âng-nâ-tà」原音義應源自「紅林（âng-nâ）」，較為可信。
根據吳克文撰於民國66年（1977年）的〈紅羅北極殿重建落成碑記〉，紅羅村廟相傳開基於南明、康熙年間，其修葺次數不詳，光緒三年（1877年）有一次修建紀錄。日治時期昭和九年（1934年）遭祝融焚燬，鄉佬洪瀛洲於昭和12年（1937年）主導改建事宜，昭和13年（1938年）竣工。民國62年（1973年）另有擴建紀錄，於民國66年（1977年）農曆十一月廿二完成。
嗣後紅羅村成立「北極殿重建委員會」，再度發起重建，以洪鐵男出任主任委員，透過四方捐輸，共籌措新台幣六千餘萬元，在民國92年（2003年）農曆十月初九出火、十月廿七拆除、十二月十八興工，順利於民國96年（2007年）八月竣工，九月初九舉辦落成大典，即為今貌。

## 分火廟
民國46年（1957年），移居高雄打拼的紅羅鄉親經協議，決議返鄉迎奉紅羅北極殿中的玄天上帝、哪吒太子來高雄。民國47年（1958年）先供奉兩尊神明於過田仔（今苓雅區田西里）的洪合住處，設立公館供鄉親祭祀，後因祭拜者眾，便決議另覓新處闢建廟宇，新廟廟址擇於高雄市三民區松江街411號，於民國56年（1967年）八月破土動工，民國58年（1969年）十月四日入火安座，新雕玄天上帝、文衡聖帝金身供奉，即「高紅北極殿」。23°35′13″N 119°38′35″E / 23.586922°N 119.642992°E

## 圖輯

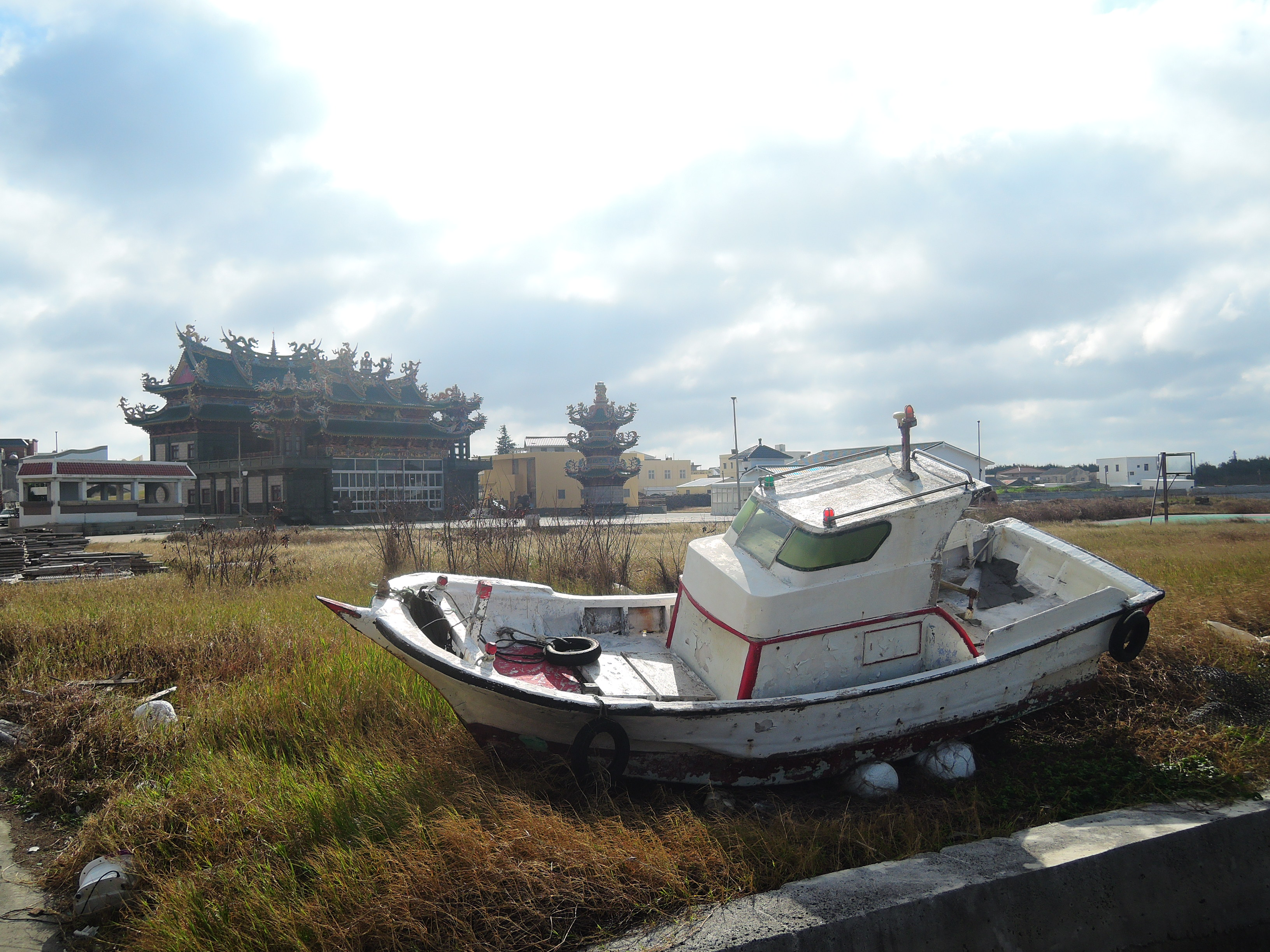
寬闊廟埕
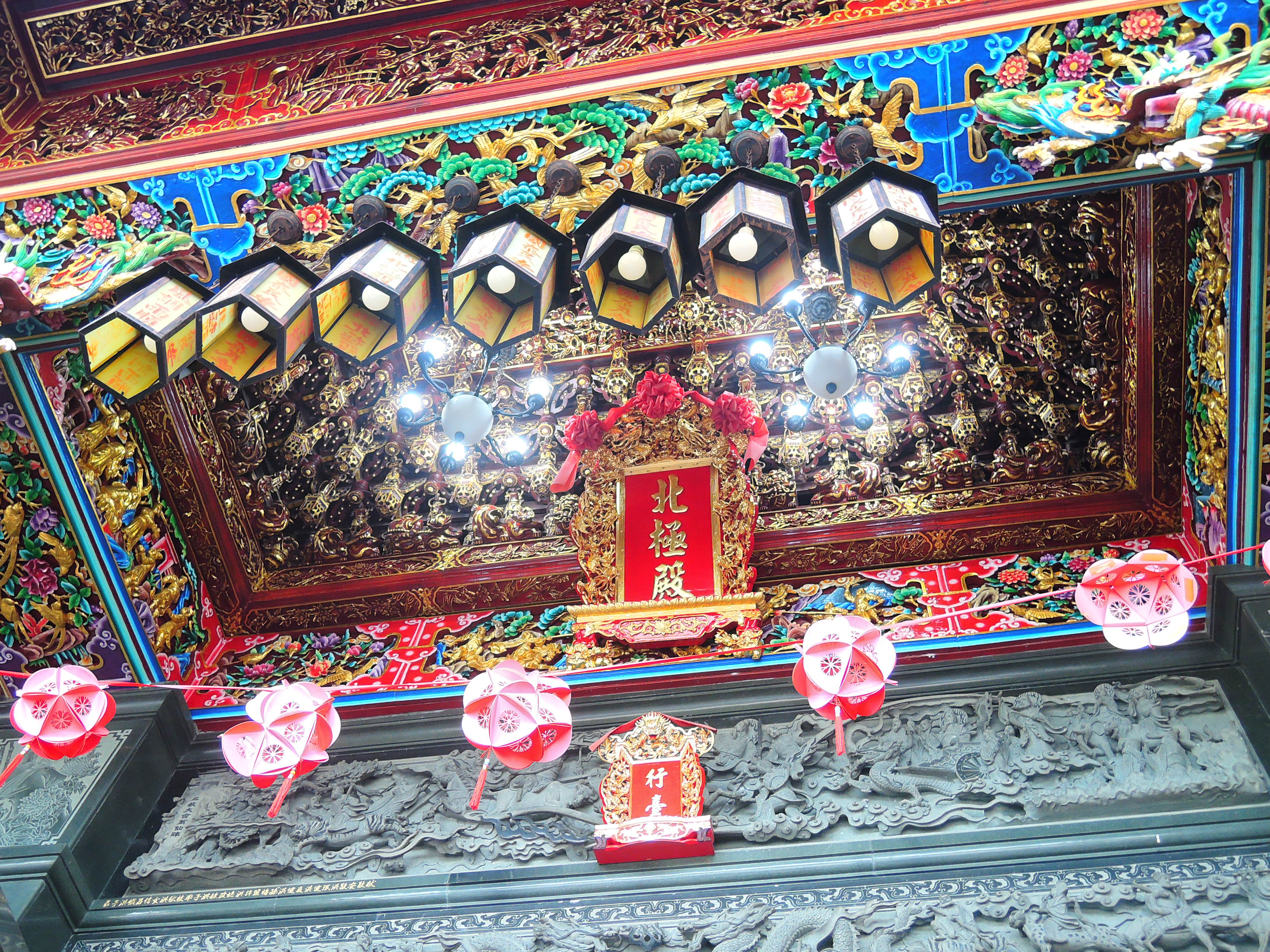
廟額
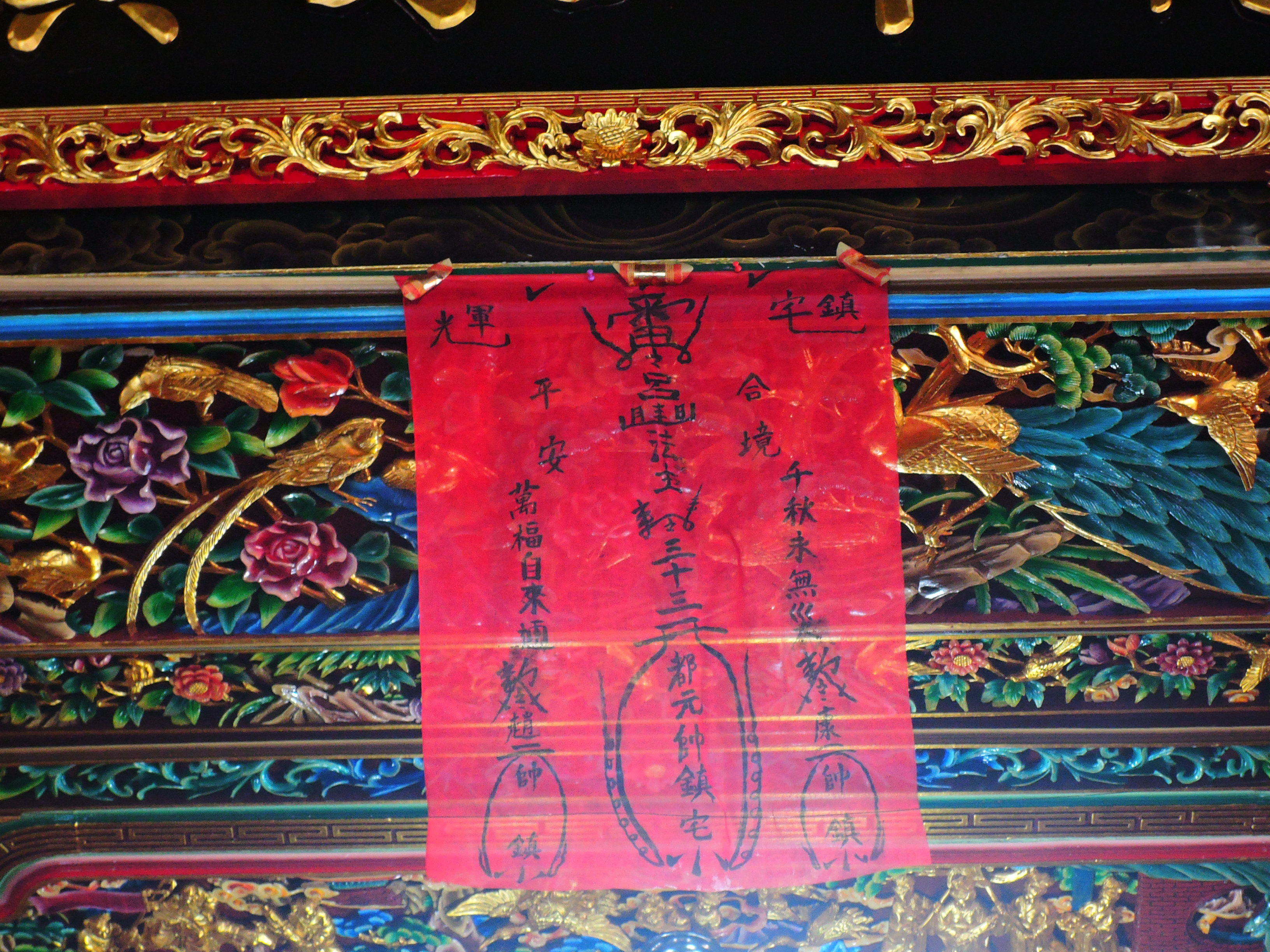
大符雷令
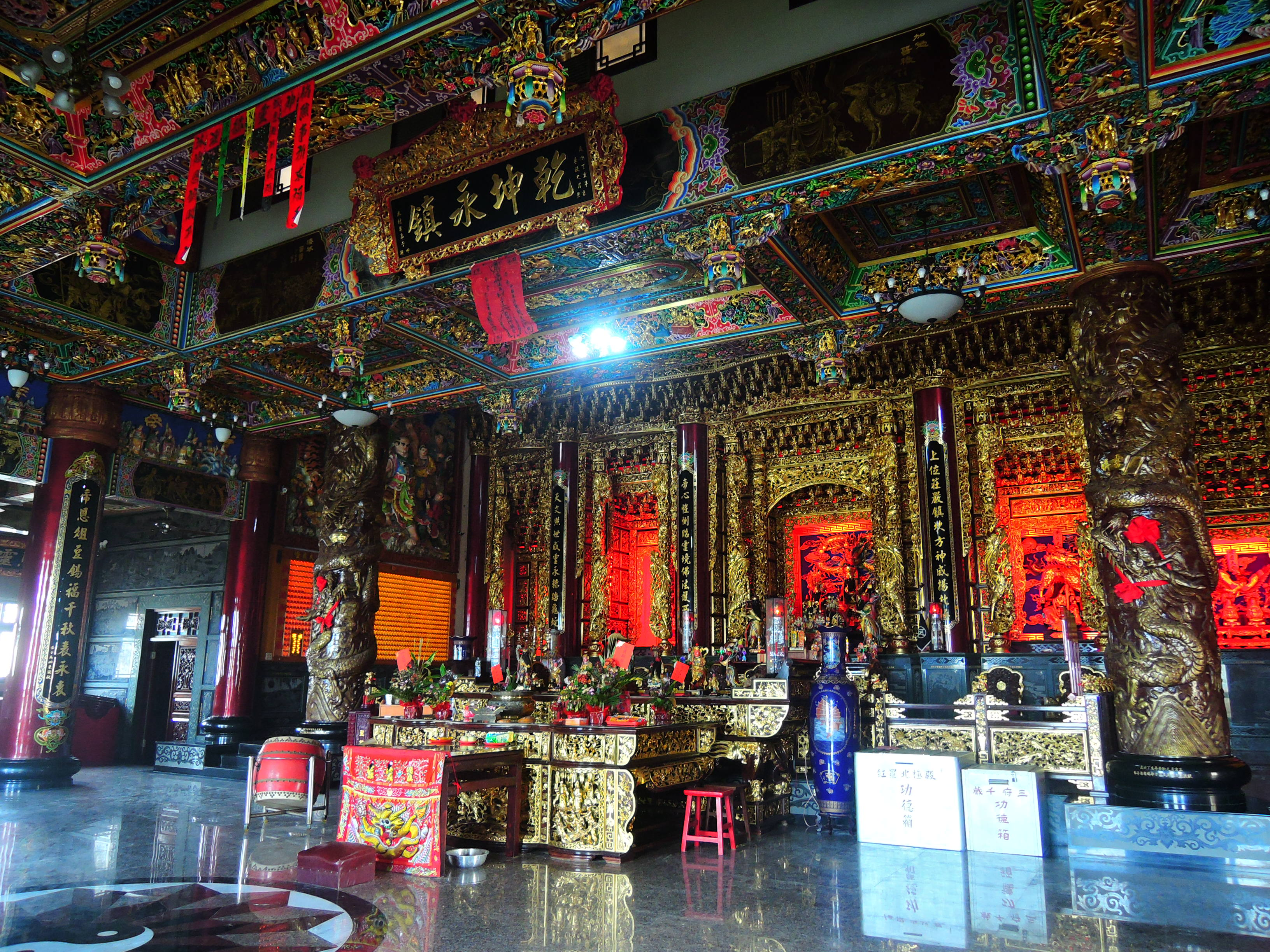
正殿
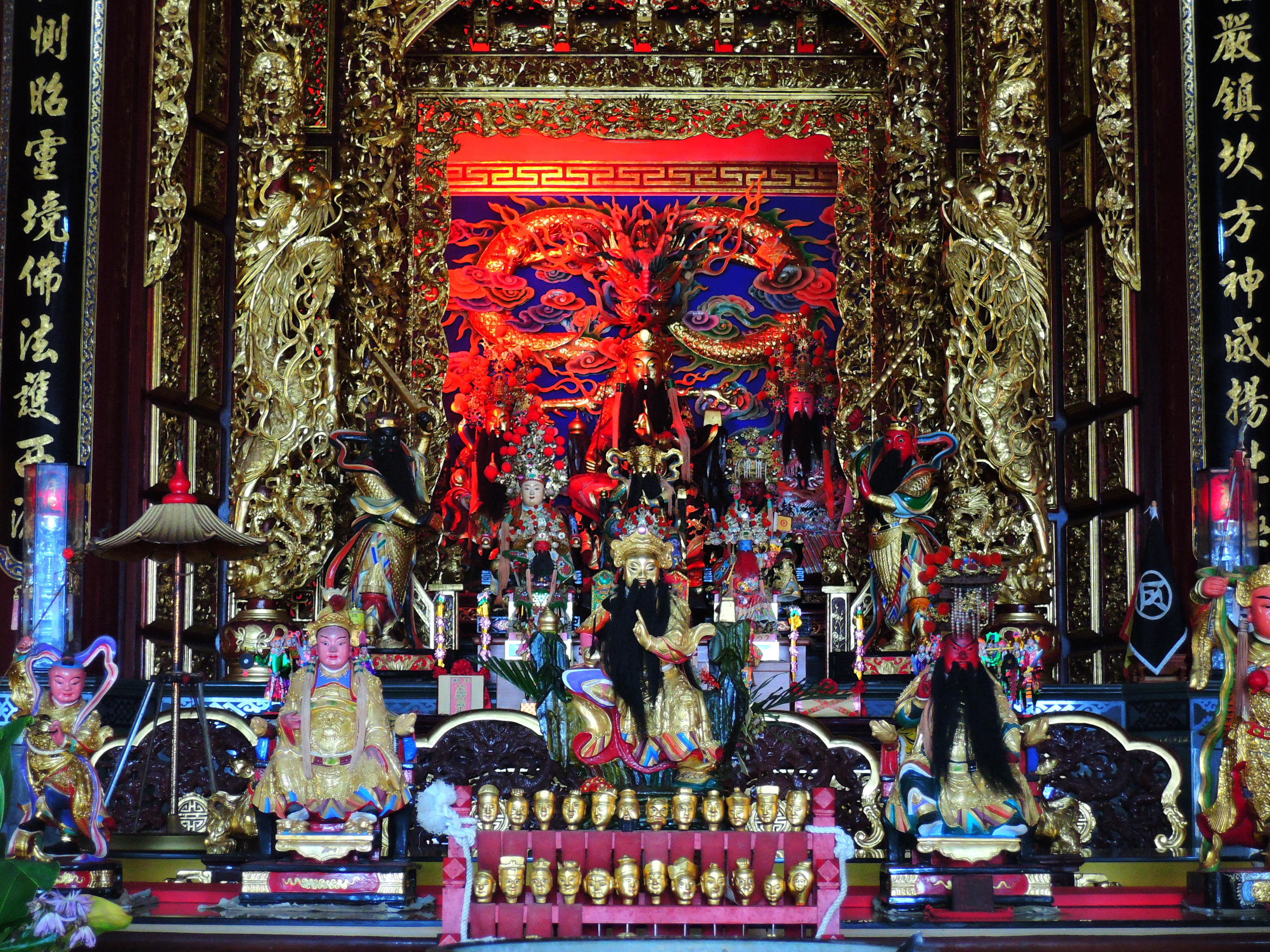
中港神房
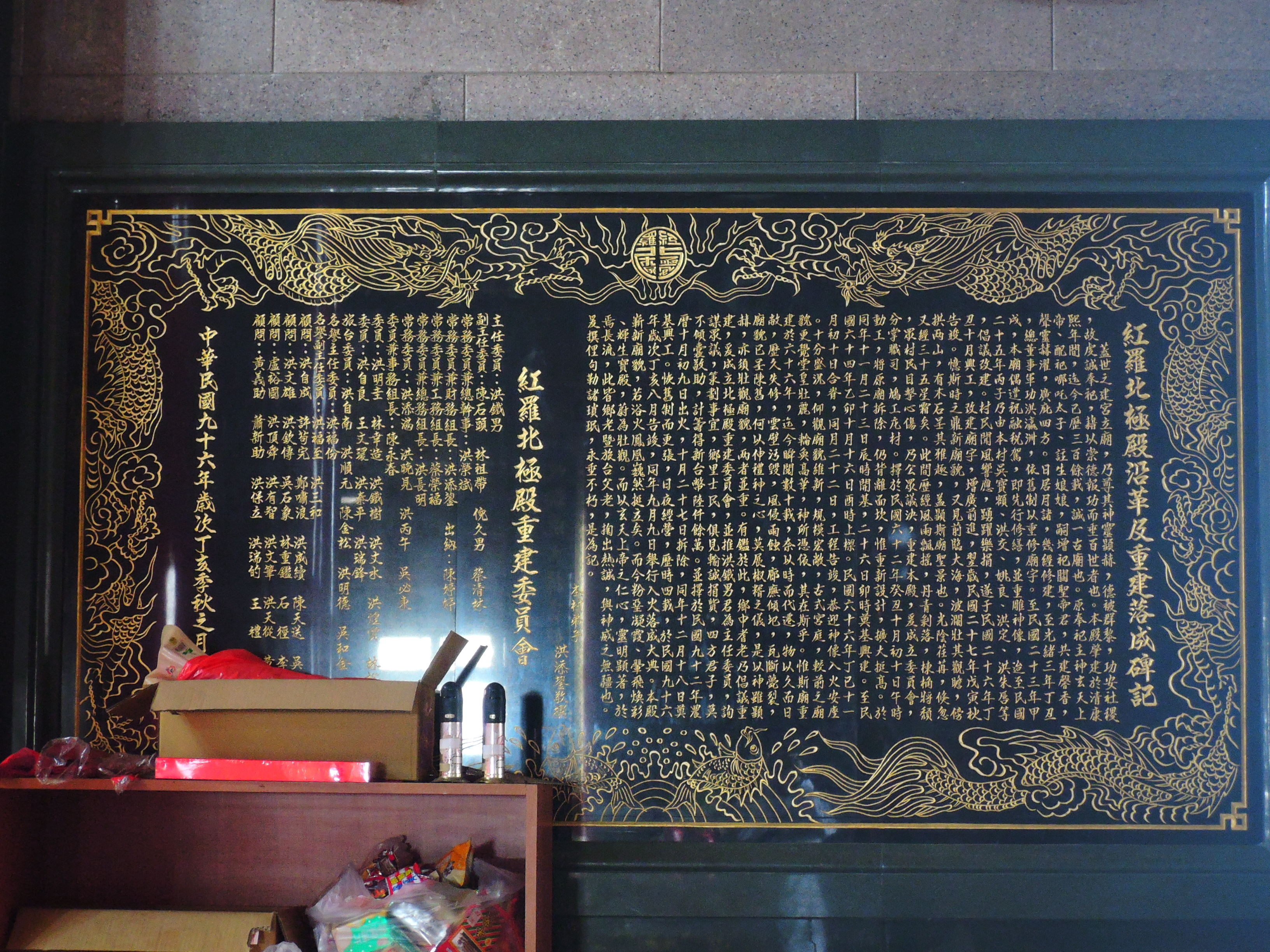
重建碑記，立於2007年